# Комаровце (округ Кошиці-околиця)
Комаровце (словац. Komárovce) — село в окрузі Кошиці-околиця Кошицького краю Словаччини. Площа села 8,5 км². Станом на 31 грудня 2016 року в селі проживало 382 жителі.

## Історія
Перші згадки про село датуються 1402 роком.

## Населення
| Рік:            | 1994. | 2004.    | 2014.   | 2024.    |
| --------------- | ----- | -------- | ------- | -------- |
| Кількість осіб: | 440   | 393      | 378     | 422      |
| Різниця:        |       | -10,68 % | -3,81 % | +11,64 % |

| Рік:            | 2023. | 2024.   |
| --------------- | ----- | ------- |
| Кількість осіб: | 412   | 422     |
| Різниця:        |       | +2,42 % |